# Anna Kubin
Anna Kubin (* 1976 in Münster) ist eine deutsche Schauspielerin und Sprecherin.

## Leben
Anna Kubin ist die Tochter des Sinologen Wolfgang Kubin. Sie absolvierte von 1998 bis 2002 eine Schauspielausbildung an der Universität der Künste Berlin. Gleichzeitig erhielt sie eine Ausbildung in Ballett, Tanz, Jazz-Dance, Chanson und klassischem Gesang. 
Es folgten bis 2006 Theaterengagements am Schauspiel Frankfurt und am Maxim-Gorki-Theater in Berlin, am Schauspiel Köln und bei den Bad Hersfelder Festspielen. Sie spielte unter anderem Julie in Die Kameliendame von Alexandre Dumas, Pia in Damen der Gesellschaft von Clare Boothe Luce, Nastja in Nachtasyl von Maxim Gorki, Sascha in Platonow von Anton Tschechow, Inken in Vor Sonnenuntergang von Gerhart Hauptmann und Eve in Der zerbrochne Krug von Heinrich von Kleist. 2006 spielte Kubin bei den Bad Hersfelder Festspielen die Rolle der Polly Peachum in Brecht/Weills Die Dreigroschenoper. Hierfür wurde sie 2006 mit dem Publikumspreis der Bad Hersfelder Festspiele ausgezeichnet. 2003 wurde sie von der Zeitschrift Theater heute als beste Nachwuchsschauspielerin nominiert.
Ab der Spielzeit 2006/07 war Anna Kubin bis 2015 festes Ensemblemitglied des Düsseldorfer Schauspielhauses. Sie spielte unter anderem die Titelrolle in Emilia Galotti von Gotthold Ephraim Lessing, Selma und Walburg in Die Ratten von Gerhart Hauptmann, Klara in Maria Magdalena von Friedrich Hebbel und Gabrielle in der Operette Pariser Leben von Jacques Offenbach. Weitere Rollen am Düsseldorfer Schauspielhaus waren u. a. Marie in Woyzeck (Premiere: Spielzeit 2010/11) von Büchner, Solveig in Peer Gynt (Premiere: Spielzeit 2012/13) von Ibsen und Pauline Pieperkarcka in Die Ratten (Premiere: Spielzeit 2014/15) von Hauptmann. Kubin wirkte am Düsseldorfer Schauspielhaus auch in mehreren Uraufführungen mit, so unter anderem 2008 in dem Songdrama Stairways To Heaven von Erik Gedeon und ebenfalls 2008 in dem Stück Diesseits von Thomas Jonigk. 2009 spielte sie in der Uraufführung des Stücks Die Beteiligten von Kathrin Röggla, einer szenischen Bearbeitung des Entführungsfalles Natascha Kampusch, und 2014 in dem Stück Kuss des chilenischen Autors Guillermo Calderon.
Mit der Spielzeit 2016/17 wechselte sie ans Schauspiel Frankfurt und ist dort festes Ensemblemitglied.
Sie arbeitete während ihrer Bühnenlaufbahn unter anderem mit den Regisseuren und Regisseurinnen Alexander Lang, Volker Hesse, Katharina Thalbach, Uwe Eric Laufenberg, Johanna Schall, Amélie Niermeyer, Staffan Holm, Volker Lösch, Nora Schlocker, Sebastian Baumgarten, Nicolas Stemann, Hermann Schmidt-Rahmer, Claudia Bauer, Alexander Eisenach, Herbert Fritsch und Mateja Koležnik zusammen. 
Außerdem wirkte Anna Kubin bei verschiedenen Filmproduktionen mit und übernahm auch Fernsehrollen. 2007 spielte sie an der Seite von Hannelore Elsner in dem Film Das Sichtbare und das Unsichtbare von Rudolf Thome. 2008 war sie ebenfalls unter der Regie von Rudolf Thome in einer Nebenrolle in dessen Produktion Pink zu sehen. Außerdem spielte sie in dem Kinofilm Das Hochzeitsvideo (2012) in der Regie von Sönke Wortmann.
Kubin wirkte auch in einigen Kurzfilmen mit.

## Filmografie
- 1994–1997: Wolffs Revier (Fernsehserie, 2 Folgen, verschiedene Rollen)
- 1999: Die Sternbergs
- 1999: Die Braut
- 2004: Küstenwache (Fernsehserie, 1 Folge)
- 2004: Für alle Fälle Stefanie (Fernsehserie, 1 Folge)
- 2007: 29 und noch Jungfrau
- 2007: Das Sichtbare und das Unsichtbare
- 2009: Pink
- 2009: In aller Freundschaft (Fernsehserie, 3 Folgen)
- 2012: SOKO Köln (Folge: Endstation Mord)
- 2011: Der Mann auf dem Baum
- 2012: Das Hochzeitsvideo
- 2013: Wilsberg: Hengstparade (Fernsehreihe)
- 2014: SOKO Stuttgart (Folge: Auf fremde Rechnung)
- 2017: Die Lebenden und die Toten – Ein Taunuskrimi (Zweiteiler)
- 2017: SOKO Leipzig (Folge: Chefsache)
- 2019: WaPo Bodensee (Folge: Abgetaucht)
- 2019: Der Staatsanwalt (Fernsehserie, 1 Folge)
- 2023: Tatort: Erbarmen. Zu spät. (Fernsehreihe)